# Saint-Géraud
Saint-Géraud är en kommun i departementet Lot-et-Garonne i regionen Nouvelle-Aquitaine i sydvästra Frankrike. Kommunen ligger i kantonen Seyches som tillhör arrondissementet Marmande. År 2022 hade Saint-Géraud 86 invånare.

## Befolkningsutveckling
Antalet invånare i kommunen Saint-Géraud
| Referens: INSEE |